# Resclosa de l'antic canal de navegació Amposta - Sant Carles
La resclosa de l'antic canal de navegació Amposta - Sant Carles és una resclosa d'Amposta protegida com a bé cultural d'interès local. Aquesta resclosa sembla l'única que es conserva de les tres que existien al llarg recorregut de l'antic canal de navegació Amposta-Sant Carles de la Ràpita. Correspon al canal construït entre 1845 i 1857-60 aprofitant l'obra del primer canal de l'últim quart del segle xviii i que cap a l'any 1867 va deixar d'aprofitar-se per a la navegació a causa del poc rendiment econòmic davant l'omnipotent ferrocarril.
La resclosa és prop d'un dels ponts que travessen un dels antics canals de navegació, a uns 4 km d'Amposta, en un lloc on s'eixampla el canal i que també presenta al mateix punt les restes encegades d'una mena d'arc de ferradura inscrit a terra, a cada banda del pont, a més de ser el punt de partida d'un petit canal de regadiu. L'únic que es conserva són les parets, els murs laterals fets de maó i grans carreus que en delimiten tota la part superior (on es devien trobar les comportes que deixaven entrar i sortir l'aigua). En algunes zones del canal properes a la resclosa es poden veure els reforços de paredat dels vessants laterals. Està realitzada amb grans carreus de pedra picada, paviments de totxo de cantell i comportes de fusta.